# Université normale de la capitale
L'université normale de la capitale (首都师范大学, pinyin: Shǒudū Shīfàn Dàxué) est une université à Pékin, en Chine. Elle fait partie des universités concernées par le projet 211 visant à rénover et moderniser les établissements scolaires de République populaire de Chine.
L’université compte plus de 25 000 étudiants, dont 9 522 étudiants de premier cycle, 1 315 étudiants de cycle supérieur, 14 000 étudiants adultes. 

## Facultés
L'université compte plusieurs campus à travers Pékin, sur lesquels sont répartis les facultés, départements et instituts de recherche :
- Campus nord 1 (北一区, pinyin : běi yīqū), situé dans le district de Haidian, le long du troisième périphérique de Pékin, en face du campus nord 2 et à proximité du parc des Bambous pourpres
  - Littérature (文学院, pinyin : wén xuéyuàn)
  - Sciences politiques et droit (政法学院, pinyin : zhèngfǎ xuéyuàn)
  - Langues étrangères (外国语学院, pinyin : wàiguóyǔ xuéyuàn)
  - Histoire (历史学院, pinyin : lìshǐ xuéyuàn)

- Campus nord 2 (北二区, pinyin : běi èrqū), situé dans le district de Haidian, le long du troisième périphérique de Pékin, en face du campus nord 1 et à proximité du parc des Bambous pourpres
  - Technologies de l'information (信息工程学院, pinyin : xìnxī gōngchéng xuéyuàn)

- Campus est (东校区, pinyin : dōng xiàoqū), situé dans le district de Haidian, à proximité du parc Yuyuantan

- Campus de Liangxiang (良乡校区, pinyin : Liángxiāng xiàoqū), situé dans le district de Fangshan, au sud-ouest de Pékin

- Campus sud (南校区, pinyin : nán xiàoqū), situé dans le district de Haidian, le long du troisième périphérique de Pékin
  - Musique (音乐学院, pinyin : yīnyuè xuéyuàn)

- Beaux-Arts
- Sciences
- Mathématiques (数学科学学院, pinyin, shùxué kēxué xuéyuàn)
- Physique (物理系, pinyin : wùlǐ xì)
- Psychologie (心理学院, pinyin : xīnlǐ xuéyuàn)
- Marxisme (马克思主义学院, pinyin : Mǎkèsī zhǔyì xuéyuàn)
- Chimie (化学系, pinyin : huàxué xì)
- Biologie (生命科学学院, pinyin : shēngmìng kēxué xuéyuàn)
- Technologies éducatives
- Ressources environnementales et du tourisme (资源环境与旅游学院, pinyin : zīyuán huánjìng yǔ lǚyóu xuéyuàn)
- Enseignement élémentaire (学前教育学院, pinyin : xuéqián jiàoyù xuéyuàn)
- Éducation des adultes
- Éducation internationale
- Honours College (燕都学院, pinyin : yàndōu xuéyuàn)
- Institut de recherche sur la calligraphie (中国书法文化研究院, pinyin : Zhōngguó shūfǎ wénhuà yánjiūyuàn)